# Richard Gilder Rockefeller
Richard Gilder Rockefeller (ur. 20 stycznia 1949, zm. 13 czerwca 2014) – lekarz rodzinny w Falmouth w stanie Maine, który praktykował i nauczał medycyny w Portland w stanie Maine od 1982 do 2000.

## Życiorys

### Wczesne życie
Rockefeller urodził się 20 stycznia 1949 i był synem Margaret (z domu McGrath) Rockefeller i bankiera Davida Rockefellera. Był także wnukiem amerykańskiego finansisty Johna D. Rockefellera Jr. oraz prawnukiem amerykańskiego magnata biznesowego i filantropa Johna D. Rockefellera Sr. Był także siostrzeńcem zmarłego wiceprezydenta USA Nelsona Rockefellera.
Rockefeller uzyskał tytuł licencjata na Uniwersytecie Harvarda, tytuł magistra w dziedzinie edukacji oraz stopień medyczny w Harvard Medical School.

### Kariera
Był przewodniczącym Rady Doradczej Lekarzy Bez Granic w Stanach Zjednoczonych od 1989 do 2010 i do 2006 zasiadał w zarządzie Rockefeller University w Nowym Jorku. W ciągu ostatnich kilku lat swojego życia Rockefeller pracował nad ustanowieniem lepszych metod na całym świecie leczenia osób z zespołem stresu pourazowego.
Rockefeller był założycielem i byłym prezesem Hour Exchange Portland, barteru kredytów usługowych w Portland i w całym stanie Maine. Był także prezesem zarządu Maine Coast Heritage Trust w latach 2000-2006. Rockefeller był prezesem Rockefeller Brothers Fund.

### Życie osobiste
Po raz pierwszy był żonaty z Nancy C. Anderson, z którą miał dwoje dzieci, Claytona i Rebeccę. Po rozwodzie poślubił Nancy King i był ojczymem jej dwójki dzieci. Po rozwodzie jego pierwsza żona wyszła ponownie za mąż za Dale'a Gowena.

### Śmierć
Rockefeller, doświadczony pilot, leciał do domu po wizycie u swojego ojca w rodzinnej posiadłości Rockefellerów w Pocantico Hills, dzielnicy w mieście Mount Pleasant w stanie Nowy Jork. Patriarcha rodziny, jego ojciec David Rockefeller, obchodził 99. urodziny 12 czerwca 2014.
Rockefeller wystartował z lotniska Westchester County w jednosilnikowym turbośmigłowcu Piper Meridian 13 czerwca 2014 o godz. 8:08 rano, w gęstej mgle i deszczu. Niecałe 10 minut później Federalny Zarząd Lotnictwa poinformował urzędników lotniska, że stracił kontakt z pilotem. O godzinie 8:23 lokalna policja w mieście Harrison w stanie Nowy Jork poinformowała, że samolot Rockefellera rozbił się mniej niż milę od lotniska w mieście Harrison. Pilot, Rockefeller, był jedyną osobą w prywatnym samolocie.
Przyczyną katastrofy była niezdolność pilota do utrzymania dodatniej prędkości wznoszenia po starcie z powodu dezorientacji przestrzennej (złudzenie somatograwiczne).
Rockefeller był jedynym z sześciorga rodzeństwa, które zmarło za życia jego ojca.